# Gampelen
Gampelen (fr. Champion) – gmina (niem. Einwohnergemeinde) w Szwajcarii, w kantonie Berno, w regionie administracyjnym Seeland, w okręgu Seeland. Leży nad jeziorem Lac de Neuchâtel.
Gmina została po raz pierwszy wspomniana w dokumentach w 1179 roku jako Champion. W 1228 roku gmina została wspomniana jako Champlun.

## Demografia
W Gampelen mieszka 950 osób. W 2020 roku 166% populacji gminy stanowiły osoby urodzone poza Szwajcarią.
W 2000 roku 84,9% populacji mówiło w języku niemieckim, 11,5% populacji w języku francuskim, a 0,9% w języku portugalskim.
Zmiany w liczbie ludności na przestrzeni lat przedstawia poniższy wykres:

## Transport
Przez teren gminy przebiegają autostrada A20 oraz drogi główne nr 10 i nr 153.